# Bloco de Avanço da Índia

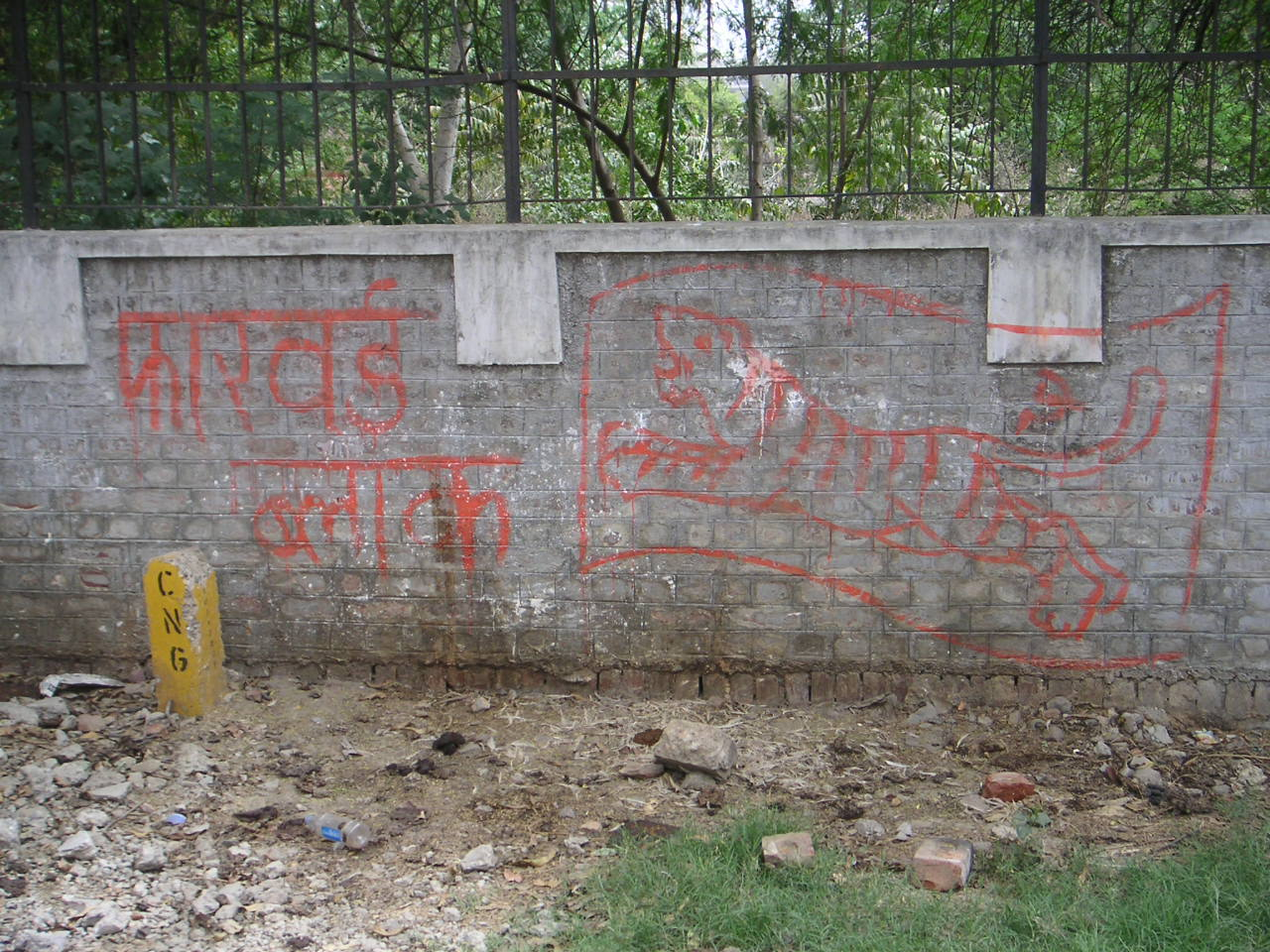
Mural do All India Forward Bloc.

O All India Forward Bloc é um partido político nacionalista de esquerda em Índia. AIFB foi fundado em 3 de maio de 1939 por Netaji Subhas Chandra Bose. Bose tinha deixado o Partido do Congresso.
AIFB luta pelo socialismo na Índia, mas consideram que seu socialismo é diferente ao socialismo do Partido Comunista da Índia por ser este baseado em ideólogos estrangeiros como Marx ou Lenine enquanto o da AIFB é o socialismo indiano de Netaji.

O secretário geral do partido é Debrata Biswas. 
A organização juvenil do partido é All India Youth League.
Nas eleições parlamentares de 2004 o partido recebeu 1 365 055 votos (0,2%, 3 assentos).

## Ligação externa
- www.forwardbloc.org